# Arado Ar 196
Арадо Ar 196 (нем. Arado Ar 196 ) — немецкий одномоторный военный гидросамолёт-разведчик времён Второй мировой войны.

## История
К середине 1930-х годов морская авиация Германии стала нуждаться в замене устаревшего гидросамолёта He 60, однако предложенный конструкторами «Хейнкеля» в 1936 году He 114 оказался непригоден для выполнения поставленных перед ним задач. В связи с этим Имперским министерством авиации был объявлен конкурс на проектирование гидросамолёта, рассчитанного на использование серийного двигателя BMW-132К и применение одно- и двухпоплавковых шасси. Осенью 1936 года компании «Arado Flugzeugwerke, GmbH» и «Focke-Wulf Flugzeugbau, AG» получили заказ на изготовление опытных образцов. После испытаний моноплана Arado Ar 196 и биплана Focke-Wulf Fw 62 летом 1937 года предпочтение было отдано более современной конструкции Arado.
Первым военным кораблём, принявшим на борт новые самолёты, стал в 1938 году тяжёлый крейсер «Адмирал граф Шпее», после чего Arado Ar 196 в качестве палубной авиации получили «Шарнхорст», «Гнейзенау», «Дойчланд» (переименованный в феврале 1940 года в «Лютцов»), «Адмирал Шеер», «Бисмарк», «Тирпиц», «Принц Ойген» и «Блюхер». Этот самолёт на вооружение также получили несколько вспомогательных крейсеров Кригсмарине.
Разработанный для обеспечения нужд морской авиации Кригсмарине, Arado Ar 196 в годы войны также стоял на вооружении Королевских ВВС и морской авиации Норвегии, Финляндии и Румынии.
В 1942 году немцы передали морской авиации ВМС Болгарии 12 самолётов Ar-196 (из них была создана эскадрилья, находившаяся в оперативном подчинении начальника авиаразведки западного района Чёрного моря).
Данные различных источников о количестве выпущенных самолётов, серийное производство которых осуществлялось в период с 1938 по 1944 годы на предприятиях «Arado Flugzeugwerke, GmbH» и «Focke-Wulf Flugzeugbau, AG» в Германии, а также заводе «SNCA» в оккупированной Франции, различаются.

## Эксплуатация Ar 196 в СССР
В 1940 году СССР приобрёл тяжёлый крейсер «Лютцов» (типа «Адмирал Хиппер»), вместе с этим кораблём предполагалось закупить и два Ar 196. Но этим планам помешала война.
Однако в конце войны на Чёрном и Балтийском морях были захвачены несколько десятков самолётов. Большинство трофейных машин отправили в авиационные погранотряды, где использовалось по 6—8 Ar 196. В ходе эксплуатации немецкие двигатели заменили на советские АШ-62ИР, с ними самолёты летали до конца 1950-х годов. В 1951 году один Ar 196 испытывался в НИИ морской авиации.

## Технические данные

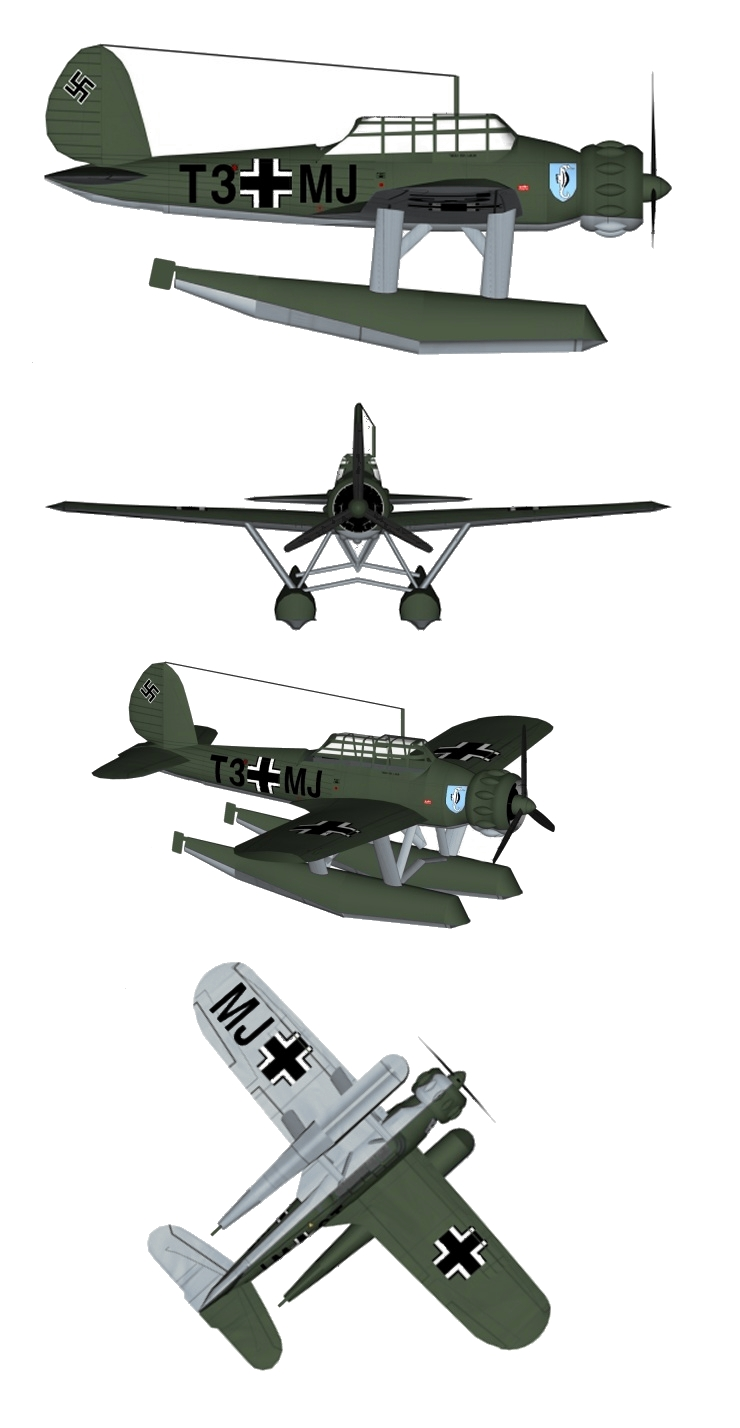
Arado Ar 196

- Экипаж: 2 человека (пилот и стрелок-наблюдатель)
- Длина: 10,95 м
- Высота: 4,4 м
- Размах крыла: 12,4 м
- Площадь крыла: 27,4 м²
- Масса:
  - пустого самолёта: 2340 кг
  - нормальная взлётная: 3300 кг
- Тип двигателя: BMW-132К (иногда — АШ-62ИР)
- Мощность: 960 л. с.
- Максимальная скорость: 330 км/ч
- Крейсерская скорость: 265 км/ч
- Практическая дальность: 795 км
- Максимальная скороподъёмность: 415 м/мин
- Практический потолок: 7000 м

Характеристики массы, высоты самолёта, площади крыла, дальности и скорости полёта для разных модификаций отличались в зависимости от конструкции кабины, поплавков, установленного вооружения и др.

## Вооружение
- две 20-мм автоматические пушки MG FF (в консолях крыла)
- 7,92-мм авиационный пулемёт MG 17 (курсовой, справа от кабины)
- 7,92-мм авиационный пулемёт MG 15 (на турели) или спаренная установка MG 81Z
- две 50-кг авиационные бомбы (под консолями крыла)

## Модификации
- Arado Ar 196 A-0 — предсерийная модификация без катапультных креплений, пушек и курсового пулемёта
- Arado Ar 196 A-1 — пушки и курсовой пулемёт, возможность запуска катапультой (корабельное базирование)
- Arado Ar 196 A-2 — крыльевые подвески ЕТС-50 для бомб (береговое базирование)
- Arado Ar 196 A-3 — трёхлопастной винт, новая форма поплавков, повышенная устойчивость при волнении на море (самая массовая модификация берегового базирования)
- Arado Ar 196 A-4 — катапультный вариант A-3 для корабельного базирования
- Arado Ar 196 A-5 — пулемёт на турели заменён спаренной установкой MG 81Z, новые приборы
- Arado Ar 196 В-0 — предсерийная модификация с одним поплавком (выпускалась в 1941 году)
- Arado Ar 196 С-0 — усовершенствованный вариант модификации А с улучшенными аэродинамическими характеристиками, новыми поплавками и более современным оборудованием (разработан конструкторами Института морского флота в Гамбурге в 1941 году, не производился)

## Arado Ar 196 в наше время
Несколько сохранившихся экземпляров самолётов существуют в качестве музейных экспонатов.
- Ar 196 A-3 из числа самолётов ВВС Болгарии в экспозиции Музея авиации и военно-воздушных сил в Пловдиве (Болгария)
- Ar 196 A-5 из числа самолётов немецкого крейсера «Prinz Eugen» в экспозициях Национального музея авиации и космоса, Музея морской авиации (США).